# جنگ پهلوانان

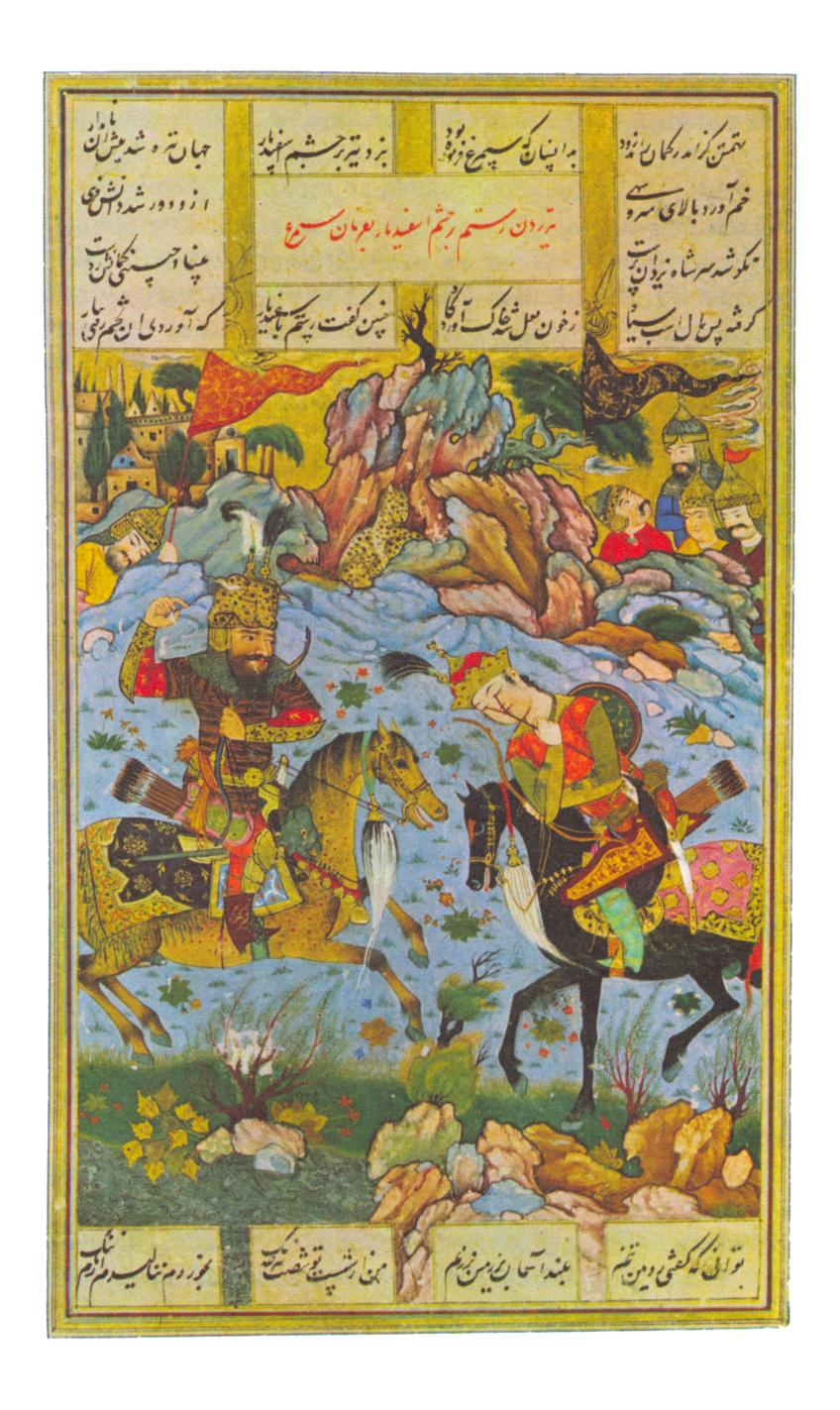
نبرد رستم و اسفندیار، از نبردهای پهلوانی شناخته شده در ادبیات ایران.

جنگ پهلوانان (انگلیسی: Champion warfare) شکلی از مبارزه است که بیشتر در آثار حماسی و اسطوره‌ای باستانی یافت می‌شود. در این مبارزه نتیجه نبرد توسط جنگ تن‌به‌تن میان پهلوانان دو سپاه تعیین می‌گردد. همچنین ممکن است دو سپاه با یکدیگر به صورت کامل درگیر شوند اما قدرت و شهامت پهلوان سپاه است که تأثیر مهمی در نتیجه جنگ دارد.